# Actorthia canescens
Actorthia canescens är en tvåvingeart som beskrevs av Surcouf 1921. Actorthia canescens ingår i släktet Actorthia och familjen stilettflugor.
Artens utbredningsområde är Djibouti. Inga underarter finns listade i Catalogue of Life.